# Campbell (Wisconsin)
Campbell è un comune degli Stati Uniti, situato in Wisconsin, nella Contea di La Crosse.